# Třebíč (stacja kolejowa)
Třebíčⓘ – stacja kolejowa w miejscowości Třebíč, w kraju Wysoczyna, w Czechach. Znajduje się na torze 50,062 km linii nr 240, w dzielnicy Horka-Domky, około pół kilometra w linii prostej od Placu Karola w centrum miasta. Znajduje się na wysokości 440 m n.p.m.

## Linie kolejowe
- linia 240: Brno - Jihlava